# Benzopinacol
Benzopinacol is de triviale naam voor tetrafenylethaan-1,2-diol, een organische verbinding met als brutoformule C26H22O2. Het is een diol verwant aan pinacol: in plaats van de vier methylgroepen van pinacol heeft benzopinacol vier fenylgroepen.

## Synthese
Benzopinacol wordt bekomen door de pinacolkoppeling van benzofenon. Dit kan gebeuren door reductie van benzofenon met zink in zwavelzuur of azijnzuur als reductor.
Benzopinacol kan ook langs fotochemische weg bekomen worden: blootstelling van benzofenon opgelost in een alcohol aan zonlicht resulteert in de vorming van benzopinacol. Deze fotochemische reactie werd ontdekt door Giacomo Ciamician en Paul Silber in 1900. Azijnzuur is een katalysator.

## Toepassingen
Benzopinacol is een katalysator van de vorming van onverzadigde polyesters.
Het wordt ook gebruikt als initiator van polymerisatiereacties door vrije radicalen. Bij verhitting valt benzopinacol uiteen in twee identieke difenylhydroxymethylradicalen. De additiepolymerisatie komt op gang door de transfer van een waterstofatoom van dit radicaal naar het monomeer:
Het voordeel van benzopinacol ten opzichte van organische peroxiden is dat het een stabiele stof is die vrijwel onbeperkte tijd kan bewaard worden. Er zijn tevens geen bijzondere veiligheidsmaatregelen nodig. Een nadeel is dat de stof minder reactief is dan peroxiden. Later zijn silylethers van benzopinacol ontwikkeld, die veel reactiever zijn.